# Al-Lubban ash-Sharqiya
Al-Lubban ash-Sharqiya, en arabe : اللبّن الشرقية, est un village du gouvernorat de Naplouse en Palestine, situé à 20 km au sud de Naplouse, au centre de la Cisjordanie.
Selon le recensement du bureau central palestinien des statistiques, la localité compte une population de 2 640 habitants en 2017.